# Hysodlur, Virajpet
Hysodlur là một làng thuộc tehsil Virajpet, huyện Kodagu, bang Karnataka, Ấn Độ.